# 2003年侵华日军遗弃在华化学毒剂泄漏事件
侵华日军遗弃在华化学毒剂泄漏事件，又称8·4事件、 齐齐哈尔8·4毒气事件，是2003年8月發生在中国黑龙江省齐齐哈尔市的化學物質中毒事件，事後追查確認為二次大戰期間侵华日军所遗弃之化学毒剂泄漏及現場人員處理不當所引起。此事件是中华人民共和国成立以来中毒人数最多、危害最严重的侵华日军遗留化学武器毒伤平民事件。

## 事件經過
2003年8月4日凌晨4时，中国黑龙江省齐齐哈尔市北疆花园工地施工的兴记开发公司在地下两米处掘出五个金属桶，其中两个已经破损。挖掘过程中造成一个金属桶中的油状溶剂外泄，渗入工地土壤。上午9时，四个金属桶被卖到该市龙沙区铁南废品收购站，并在切割时造成内置油状溶剂外泄，现场多人沾染。同时，工地上被污染的土壤被转运到多个地点，造成毒剂污染范围进一步扩大。至下午6时，多名毒剂沾染者开始出现中毒症状，当日即有29人住院接受治疗。
8月6日，外交部、国防部、解放军总参谋部的领导及防化专家抵达齐齐哈尔。经过考察，专家组得出以下结论：
1. 金属桶的尺寸、形状、容积、重量的参数都与国际上已经公认的侵华日军的毒剂装置一致；
2. 金属桶的各项参数以及桶内毒剂成分、浓度与日本政府已经承认的在中国境内发现的毒剂桶一致；
3. 发现金属桶的位置曾是侵华日军的弹药库，从桶壁的腐烂程度上可以推断出，桶的埋藏时间符合侵华日军在中国的时间。

专家组一致认定，诱发本次事故的五个金属桶为日本侵华战争期间遗弃在中国的化学武器，其中装有的不明化学物品为芥子毒气。起初，日方不承认是日本遗留的化学武器，理由是现场发现的桶比记录的桶少一个螺丝。但在日方派专家调查后，最终承认了这些化学武器是日本遗留下来的。
8月12日，日本外务省发言人发表谈话表示，日本政府承认本月4日在中国齐齐哈尔市发生的化学毒剂伤人事件是原日军遗弃的化学武器所致，并对受害者表示慰问。为了进一步调查事件，8月14日，日本东京开通了热线电话(03) 5396-6067，从民间查找关于第二次世界大战末期日军藏匿化学武器的信息。 开放当天即接到15个电话。
到8月17日，正式确认的受害者达到43人，情况危急者从最初的八人减为一人。8月21日，重患李贵珍终因多器官衰竭，抢救无效，于20时55分死亡。  李贵珍是于8月4日22时被送入解放军第203医院，当时即被诊断为95%皮肤深2度烧伤，重度眼烧伤，重度吸入性呼吸道损伤，生血功能消逝。

## 后续
此事件是中华人民共和国成立以来中毒人数最多、危害最严重的侵华日军遗留化学武器毒伤平民事件。事件使日本遗弃在华化学武器问题浮出水面，并很快上升到外交层面。8月11日，中国外交部长李肇星与日本外相川口顺子会谈时提及，此事关系到中国人民的健康、安全和感情，日方应高度重视，承担责任，妥善处理。日本政府随后派出外务省4人代表团赴齐齐哈尔，并于8月14日和8月16日先后派6人毒剂封存专家团和7人医疗专家团赶赴齐齐哈尔。
因代理“8·4事件”受害者对日索赔诉讼而多次前往日本的中方律师罗丽娟表示，访日期间向在野党提起化武受害者的情况时，许多在野党党员都很惊讶，连他们也从来不知道受害者的情况有这么严重。“国会开会时他们还质询过化武问题为什么处理得如此缓慢。可惜他们只是在野党。”